# Staš Jovičić Slatinek
Staš Jovičić Slatinek (* 6. Dezember 2000 in Slovenj Gradec) ist ein slowenischer Handballspieler.

## Karriere

### Im Verein
Staš Jovičić debütierte für den RD Koper in der ersten slowenischen Liga in der Saison 2016/17. In den folgenden Spielzeiten lief er für RD Slovan auf, ehe er im Jahr 2020 nach Koper zurückkehrte. Ab 2021 spielte er für RK Trimo Trebnje. Seit 2024 läuft er wieder für Slovan auf, mit dem er 2025 die slowenische Meisterschaft gewann.

### In Auswahlmannschaften
Mit der slowenischen Nationalmannschaft nahm er an den Mittelmeerspielen 2022 teil. Aufgrund mehrerer Covid-19-Fälle zogen sie ihre Teilnahme nach zwei Spielen jedoch zurück. Bei der Weltmeisterschaft 2023 belegte er mit Slowenien den 10. Platz, wobei er nur bei einem Spiel im Kader stand. Bei der Europameisterschaft 2024 belegte er mit Slowenien den 6. Platz. Bei der Weltmeisterschaft 2025 warf er 13 Tore in sechs Spielen und belegte mit dem Team den 13. Platz.

## Privat
Sein Vater Zoran Jovičić war ebenfalls slowenischer Nationalspieler.